# Tanimbarschnäpper
Der Tanimbarschnäpper (Microeca hemixantha) ist ein Singvogel aus der Familie der Schnäpper. Er ist endemisch auf den indonesischen Tanimbarinseln (Larat, Loetoe und Yamdena) zwischen Neuguinea und Timor.

## Beschreibung
Der Tanimbarschnäpper erreicht eine Länge von 12 Zentimetern. Ein undeutlicher Augenstreif zieht sich von der Schnabelbasis bis hinter die Augen. Oberkopf, Oberseite und Schwanz sind dunkeloliv. Die Unterseite ist hellgelb, wobei die Kehle eine etwas hellere Tönung aufweist. Die Iris ist dunkelbraun. Der Oberschnabel ist schwarz, der Unterschnabel hell rosa-orange. Die Beine sind schwarz. Die Geschlechter sehen gleich aus. Das Jugendgefieder ist bisher unbeschrieben. Sein zwitschernder Gesang besteht aus einer Serie von 12 bis 14 harmonischen und gelegentlich auch schrillen Tönen.

## Lebensraum und Nahrung
Der Tanimbarschnäpper bewohnt Mangroven, Wälder, Waldränder sowie offenes Waldland in den Niederungen. Er ernährt sich von Insekten, die er von einer Sitzwarte aus erspäht und in kurzen Flügen erbeutet.